# Партия сторонников снижения налогов

## История
Партия основана в 1995 году.
Партия сторонников снижения налогов (ПССН), объединяющая представителей 55 регионов России, была образована в конце 1994 г. и зарегистрирована министерством юстиции РФ 24.05.1995 года. Председатель её высшего руководящего органа — Политического совета партии — Дюрягин Валентин Викторович. Впервые упоминание о ПССН в прессе появилось в газете «Деловой мир» от 21.02.1995 г. в статье «Налоговый пресс дождался появления налогового домкрата».
В идеологическую основу партии легло либертарианство. Партия выступала за снижение налогообложения в отношении как физических, так и юридических лиц. Её целью была борьба против произвола государства в сфере налогов, который на корню уничтожает у людей желание честно трудиться, разрушает промышленность государства в целом и создает благоприятные условия для развития коррупции, правового и чиновничьего произвола.
Одной из приоритетных задач ПССН было создание единого фронта противодействия посягательству властей на уровень жизни граждан, объединение и координация усилий в борьбе за создание новой, четко ограниченной и разумной налоговой системы, призванной заменить существующую деструктивную.
Основными целями уставной деятельности ПССН провозглашались:
- создание и обеспечение условий для достойного уровня жизни граждан России, посредством снижения их зависимости от государства;
- оказание всевозможной поддержки внедрению новой налоговой системы, призванной стимулировать экономическую деятельность общества;
- стремление к сокращению доли налогов, участвующих в формировании федерального бюджета;
- сокращение количественного числа граждан в налоговых структурах;
- значительное упрощение деятельности бухгалтерий и самой структуры предприятий всех видов собственности.

На выборах в Государственную думу в 1995 году список кандидатов от партии сторонников снижения налогов возглавляли: Пияшева Лариса Ивановна, академик РАН Львов Дмитрий Семенович, Дюрягин Валентин Викторович и Суров Михаил Васильевич — председатель Вологодского народного движения . Партия рассчитывала преодолеть пятипроцентный барьер и быть представленной в нижней палате Парламента.
Её предвыборная кампания строилась на идеях борьбы против фискальной политики действующего правительства . Однако на выборах 1995 года ПССН не смогла попасть в Государственную думу.
Осенью 1996 г. ПССН выступила инициатором проведения Всероссийского референдума по законодательному ограничению налогов . Партия предлагала свою, «отредактированную», версию закона «О налогах в Российской Федерации», которая звучала так: «Любые обязательные платежи в федеральные, региональные и местные бюджеты и внебюджетные фонды, не связанные с возмездным получением товаров или услуг, являются налогами, совокупный размер которых не может превышать величины, установленной федеральным законом». Провести референдум не удалось.
В настоящее время ПССН прекратила своё существование[когда?].